# NGC 1742
NGC 1742 ist ein Stern im Sternbild Orion. Das Objekt wurde am 29. Dezember 1866 von Robert Stawell Ball entdeckt.